# Louis Poinsot
Louis Poinsot (Paris, 3 de janeiro de 1777 — Paris, 5 de dezembro de 1859) foi um matemático francês.

## Vida
Frequentou o Lycée Louis-le-Grand, como preparação para entrar na École Polytechnique. Transferiu-se para a École Nationale des Ponts et Chaussées em 1797, onde concluiu o curso de engenharia. Seu interesse despertou para a matemática, tornando-se professor de matemática em um liceu parisiense, de 1804 a 1809, quando tornou-se então professor assistente na École Polytechnique.
Foi eleito para a Académie des Sciences em 1813, na cadeira de Joseph-Louis Lagrange. De 1835 até falecer trabalhou no Bureau des Longitudes. Em 1846 foi oficial da Legião de Honra (França). Em 1858 foi eleito membro da Royal Society.
Auxiliou a construção da Torre Eiffel, sendo um dos 72 nomes nela perpetuados.

## Obras selecionadas
- Éléments De Statique. Calixte-Volland, Paris, 1803
- Théorie Nouvelle de la rotation des corps. Bachelier, Paris, 1834